# Solanum linnaeanum
Solanum linnaeanum es una planta venenosa parecida al tomate siendo natural de Sudáfrica y considerada una planta invasora en Australia y Nueva Zelanda. Ampliamente naturalizada en el Mediterráneo  y en la península ibérica. 

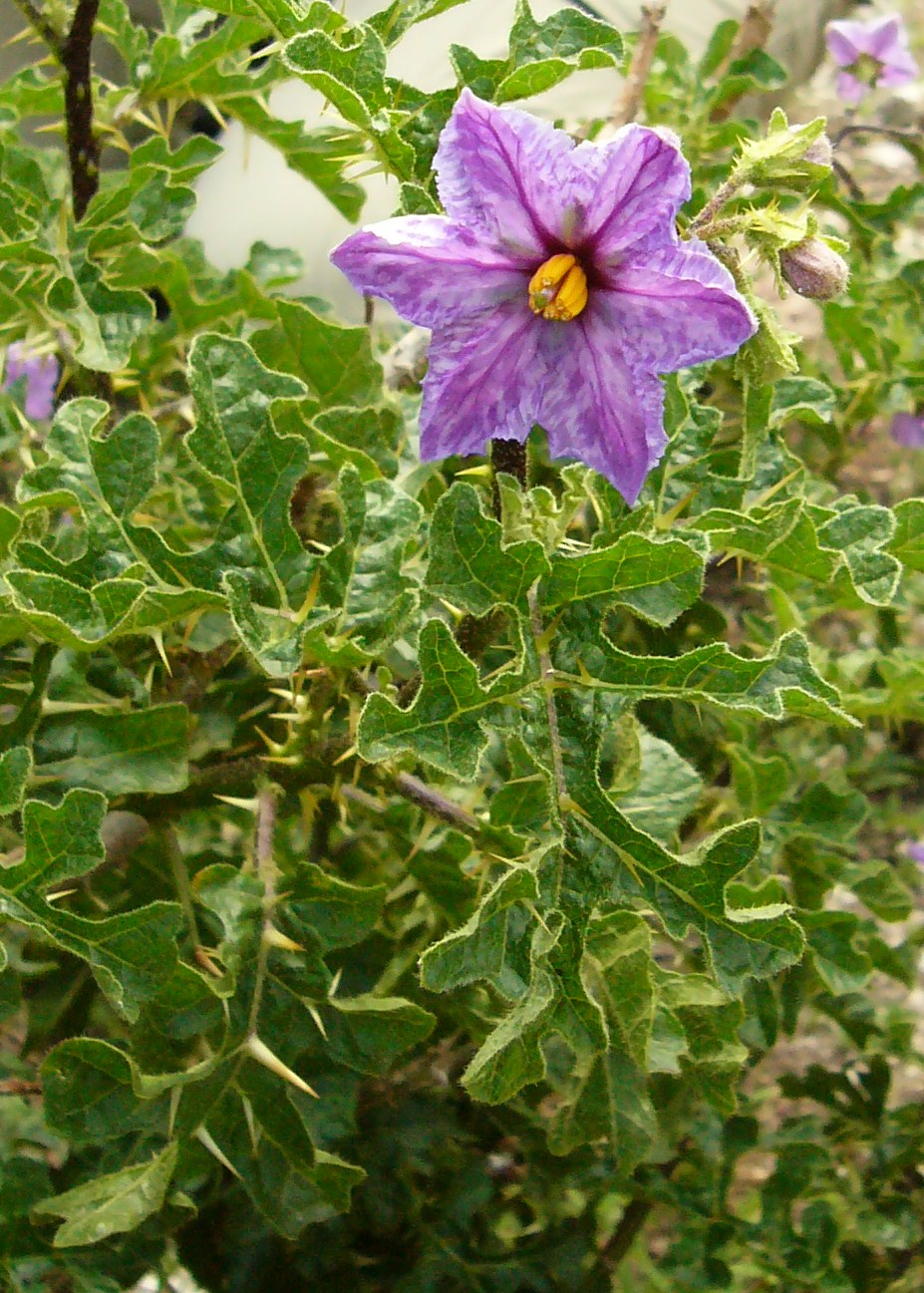
Flor

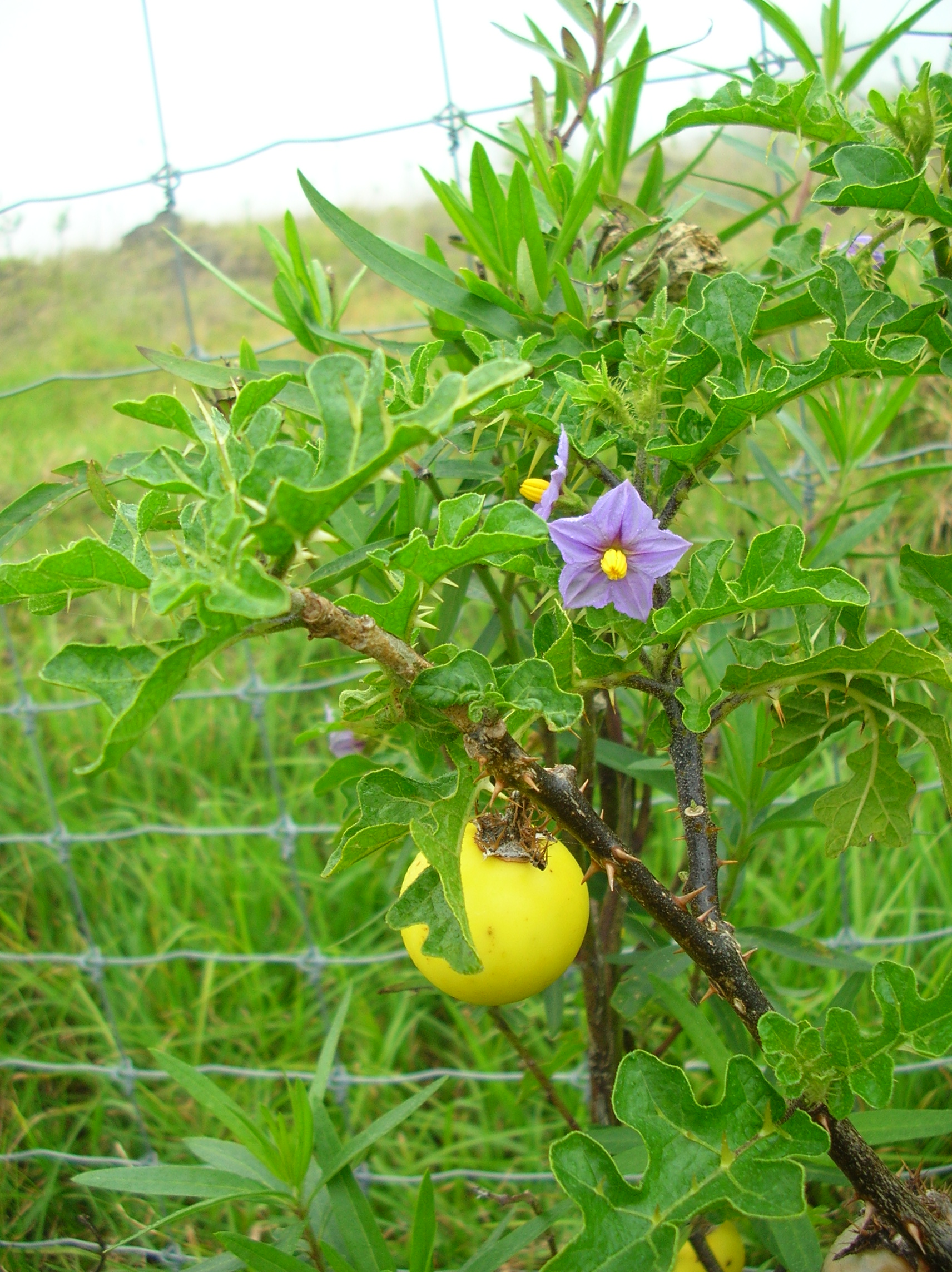
Vista de la planta

## Descripción
El tomatillo del diablo es un  arbusto espinoso de hasta 2,5 m de altura. Las espinas se encuentran repartidas en todos los órganos de la planta, excepto en las flores y frutos. Hojas alternas, persistentes, pecioladas, con margen hendido en profundos lóbulos. Flores hermafroditas, pediceladas, solitarias o en inflorescencias; 5 sépalos unidos cerca de la base; corola de 20 a 30 mm de diámetro, violeta, con los 5 pétalos soldados; 5 estambres con anteras amarillas; un pistilo. Fruto carnoso, tipo baya, grande -de 3 a 5 cm- amarillo en la madurez. Florece durante todo el año.

## Hábitat
En los bordes de caminos, casas abandonadas, escombreras. Zonas costeras, lugares pedregosos.

## Usos
Planta tóxica.
Se la utiliza para la preparación de productos farmacéuticos para el tratamiento de tumores sólidos avanzados.

## Taxonomía
Solanum linnaeanum fue descrita por Frank Nigel Hepper & P.-M.L.Jaeger y publicado en Kew Bulletin 41(2): 435. 1986.
Etimología
Solanum: nombre genérico que deriva del vocablo Latíno equivalente al Griego στρυχνος (strychnos) para designar el Solanum nigrum (la "Hierba mora") —y probablemente otras especies del género, incluida la berenjena— , ya empleado por Plinio el Viejo en su Historia naturalis (21, 177 y 27, 132) y, antes, por Aulus Cornelius Celsus en De Re Medica (II, 33). Podría ser relacionado con el Latín sol. -is, "el sol", debido a que la planta sería propia de sitios algo soleados.
linnaeanum: epíteto otorgado en honor de Carlos Linneo.